# Dimitri Vegas & Like Mike
Dimitri Vegas & Like Mike é um grupo de música eletrônica do gênero electro house, formado pelos irmãos belgas de origem grega Dimitri Thivaios (Dimitri Vegas) e Michael Thivaios (Like Mike).
A dupla é conhecida por inovar nas mixagens misturando vocais com house, techno, electro e break. Classificados como número 1º no top 100 melhor DJ do mundo pela revista DJ Mag. Já se apresentaram em diversos festivais de música eletrônica mundo afora, bem como Tomorrowland, EDC, Creamfields, Dream Valley, Mysteryland, entre outros além de várias baladas ao redor do mundo como Green Valley, Hakkasan Las Vegas, Space Ibiza, Amnesia Ibiza, Pacha Ibiza e dentre outros.
Com o single “Mammoth” (lançado em 2013) alcançaram mais de 100 milhões de visualização no youtube e a posição de nº 1 das mais baixadas da Beatport. No ano seguinte, 2014, alcançaram a 2ª posição no ranking de melhores DJ's do mundo da revista DJ Mag, enquanto em 2015 alcançaram a 1ª colocação no ranking. Em 2019, voltaram a primeira posição do ranking.

## Discografia

### Álbuns de compilação
| Título                         | Detalhe do álbum                                                                                   |
| ------------------------------ | -------------------------------------------------------------------------------------------------- |
| Bringing Home the Madness      | - Lançamento: 6 de dezembro de 2013 - Gravadora: Smash The House - Formatos: CD, download digital  |
| Bringing the World the Madness | - Lançamento: 12 de dezembro de 2014 - Gravadora: Smash The House - Formatos: CD, download digital |
| Bringing the Madness           | - Lançamento: 16 de dezembro de 2016 - Gravadora: Smash The House - Formatos: CD, download digital |

## Singles

### Como artista principal
| Título                                                                                        | Ano  | Posições em paradas músicais | Posições em paradas músicais | Posições em paradas músicais | Posições em paradas músicais | Posições em paradas músicais | Posições em paradas músicais | Posições em paradas músicais | Posições em paradas músicais | Certificações                        | Álbum             |
| Título                                                                                        | Ano  | BEL                          | AUT                          | FRA                          | ALE                          | HOL                          | SUE                          | SUI                          | UK                           | Certificações                        | Álbum             |
| --------------------------------------------------------------------------------------------- | ---- | ---------------------------- | ---------------------------- | ---------------------------- | ---------------------------- | ---------------------------- | ---------------------------- | ---------------------------- | ---------------------------- | ------------------------------------ | ----------------- |
| "Under the Water"                                                                             | 2009 | 19                           | —                            | —                            | —                            | —                            | —                            | —                            | —                            |                                      | Non-album singles |
| "Tomorrow (Give In to the Night)" (with Dada Life and Tara McDonald)                          | 2010 | 16                           | —                            | —                            | —                            | —                            | —                            | —                            | —                            |                                      | Non-album singles |
| "The Way We See the World" (with Afrojack and NERVO)                                          | 2011 | 34                           | —                            | —                            | —                            | —                            | —                            | —                            | —                            |                                      | Non-album singles |
| "Tomorrow Changed Today" (with The WAV.s featuring Kelis)                                     | 2012 | 20                           | —                            | —                            | —                            | —                            | —                            | —                            | —                            |                                      | Non-album singles |
| "Momentum" (with Regi)                                                                        | 2012 | 7                            | —                            | —                            | —                            | —                            | —                            | —                            | —                            |                                      | Non-album singles |
| "Madness" (with Coone featuring Lil Jon)                                                      | 2013 | 35                           | —                            | —                            | —                            | —                            | —                            | —                            | —                            |                                      | Non-album singles |
| "Wakanda"                                                                                     | 2013 | 27                           | —                            | —                            | —                            | —                            | —                            | —                            | —                            |                                      | Non-album singles |
| "Mammoth" (with Moguai)                                                                       | 2013 | 44                           | —                            | 193                          | 90                           | 89                           | —                            | —                            | —                            | - BEA: ouro                          | Non-album singles |
| "CHATTAHOOCHEE"                                                                               | 2013 | 2                            | —                            | —                            | —                            | —                            | —                            | —                            | —                            |                                      | Non-album singles |
| "Project T" (vs. Sander van Doorn)                                                            | 2013 | 29                           | 39                           | —                            | 33                           | —                            | —                            | 21                           | —                            |                                      | Non-album singles |
| "Find Tomorrow (Ocarina)" (featuring Wolfpack and Katy B)                                     | 2013 | 2                            | —                            | —                            | —                            | —                            | —                            | —                            | —                            | - BEA: ouro                          | Non-album singles |
| "G.I.P.S.Y." (featuring Boostedkids)                                                          | 2013 | 19                           | —                            | —                            | —                            | —                            | —                            | —                            | —                            |                                      | Non-album singles |
| "Stampede" (vs. DVBBS and Borgeous)                                                           | 2013 | 30                           | —                            | 129                          | —                            | —                            | —                            | —                            | —                            |                                      | Non-album singles |
| "Tremor" (with Martin Garrix)                                                                 | 2014 | 3                            | 55                           | 116                          | —                            | 44                           | —                            | —                            | 30                           |                                      | Gold Skies - EP   |
| "Waves" (vs. W&W)                                                                             | 2014 | 7                            | —                            | —                            | —                            | —                            | —                            | —                            | —                            |                                      | Non-album singles |
| "Body Talk (Mammoth)" (with Moguai featuring Julian Perretta)                                 | 2014 | 2                            | —                            | 106                          | —                            | —                            | —                            | —                            | —                            | - BEA: ouro                          | Non-album singles |
| "Nova" (vs. Tujamo and Felguk)                                                                | 2014 | 2                            | —                            | —                            | —                            | —                            | —                            | —                            | —                            |                                      | Non-album singles |
| "Tales of Tomorrow" (vs. Fedde le Grand featuring Julian Perretta)                            | 2015 | 2                            | 64                           | —                            | —                            | —                            | —                            | —                            | —                            |                                      | Non-album singles |
| "Louder" (with VINAI)                                                                         | 2015 | 42                           | —                            | —                            | —                            | —                            | —                            | —                            | —                            |                                      | Non-album singles |
| "The Hum" (vs. Ummet Ozcan)                                                                   | 2015 | 1                            | —                            | 60                           | —                            | —                            | —                            | —                            | —                            | - BEA: platina                       | Non-album singles |
| "Higher Place" (featuring Ne-Yo)                                                              | 2015 | 1                            | —                            | 131                          | —                            | —                            | —                            | —                            | —                            | - BEA: platina                       | Non-album singles |
| "Arcade" (vs. W&W)                                                                            | 2016 | 37                           | —                            | 97                           | —                            | —                            | —                            | —                            | —                            |                                      | Non-album singles |
| "Melody" (with Steve Aoki vs. Ummet Ozcan)                                                    | 2016 | 12                           | —                            | —                            | —                            | —                            | —                            | —                            | —                            |                                      | Non-album singles |
| "Stay a While"                                                                                | 2016 | 3                            | —                            | —                            | —                            | —                            | —                            | —                            | —                            |                                      | Non-album singles |
| "Hey Baby" (vs. Diplo featuring Deb's Daughter)                                               | 2016 | 1                            | —                            | —                            | 65                           | —                            | —                            | —                            | —                            | - BEA: platina                       | Non-album singles |
| "Ready for Action"                                                                            | 2017 | 4                            | —                            | —                            | —                            | —                            | —                            | —                            | —                            |                                      | Non-album singles |
| "Complicated" (vs. David Guetta featuring Kiiara)                                             | 2017 | 4                            | 51                           | —                            | 77                           | 53                           | 44                           | 37                           | —                            | - BEA: platina                       | Non-album singles |
| "Crowd Control" (vs. W&W)                                                                     | 2017 | 37                           | —                            | —                            | —                            | —                            | —                            | —                            | —                            |                                      | Non-album singles |
| "The House of House" (vs. Vini Vici and Cherrymoon Trax)                                      | 2018 | 30                           | —                            | —                            | —                            | —                            | —                            | —                            | —                            |                                      | Non-album singles |
| "All I Need" (featuring Gucci Mane)                                                           | 2018 | 18                           | —                            | —                            | —                            | —                            | —                            | —                            | —                            |                                      | Non-album singles |
| "When I Grow Up" (featuring Wiz Khalifa)                                                      | 2018 | 9                            | —                            | —                            | —                            | —                            | —                            | —                            | —                            | - BEA: ouro                          | Non-album singles |
| "Repeat After Me" (with Armin van Buuren and W&W)                                             | 2019 | 39                           | —                            | —                            | —                            | —                            | —                            | —                            | —                            |                                      | Non-album singles |
| "Selfish" (featuring Era Istrefi)                                                             | 2019 | 29                           | —                            | —                            | —                            | —                            | —                            | —                            | —                            |                                      | Non-album singles |
| "Best Friend's Ass" (featuring Paris Hilton)                                                  | 2019 | 25                           | —                            | —                            | —                            | —                            | —                            | —                            | —                            |                                      | Non-album singles |
| "Instagram" (with David Guetta and Daddy Yankee featuring Afro Bros and Natti Natasha)        | 2019 | 7                            | 42                           | 104                          | 29                           | 6                            | 99                           | 53                           | —                            | - BEA: 2× platina                    | Non-album singles |
| "Boomshakalaka" (vs. Afro Bros and Sebastián Yatra featuring Camilo and Emilia)               | 2019 | 1                            | —                            | —                            | —                            | —                            | —                            | —                            | —                            |                                      | Non-album singles |
| "The Anthem (Der Alte)" (vs. Timmy Trumpet)                                                   | 2020 | 42                           | —                            | —                            | —                            | —                            | —                            | —                            | —                            |                                      | Non-album singles |
| "Say My Name" (vs. Regard)                                                                    | 2020 | 27                           | —                            | —                            | —                            | —                            | —                            | —                            | —                            |                                      | Non-album singles |
| "Too Much" (with DVBBS and Roy Woods)                                                         | 2021 | 22                           | —                            | —                            | —                            | —                            | —                            | —                            | —                            |                                      | Non-album singles |
| "We'll Be Dancing Soon" (with Azteck and Angemi)                                              | 2021 | 25                           | —                            | —                            | —                            | —                            | —                            | —                            | —                            |                                      | Non-album singles |
| "Mexico" (with Ne-Yo and Danna Paola)                                                         | 2023 | 42                           | —                            | —                            | —                            | —                            | —                            | —                            | —                            |                                      | Non-album singles |
| "She Knows" (with David Guetta, Afro Bros and Akon)                                           | 2023 | 15                           | —                            | —                            | —                            | 15                           | —                            | —                            | —                            |                                      | Non-album singles |
| "Thank You (Not So Bad)" (with Tiësto, W&W and Dido)                                          | 2023 | 28                           | 14                           | 85                           | 16                           | 14                           | 33                           | 14                           | 50                           | - BPI: prata - MC: ouro - SNEP: ouro | Non-album singles |
| "To The Beat" (with Regard, Natti Natasha and Sash!)                                          | 2024 | 35                           | —                            | —                            | —                            | —                            | —                            | —                            | —                            |                                      | Non-album singles |
| "—" indica que a gravação não foi incluída nas paradas ou não foi distribuída naquela região. |      |                              |                              |                              |                              |                              |                              |                              |                              |                                      |                   |